# Mary Laffoy
Mary Laffoy (* 17. Juni 1945 in Dublin, Irland) ist eine ehemalige irische Richterin und frühere Rechtsanwältin (Barrister).

## Biografie
Laffoy arbeitete nach ihrer Schulzeit als Lehrerin und studierte dann Rechtswissenschaften am University College Dublin und wurde am King’s Inns zur Barrister (Prozessanwältin) ausgebildet und schließlich 1971 zugelassen. 1987 wurde sie Senior Counsel.

## Richterkarriere
1995 wurde sie zur Richterin am High Court ernannt und im Juli 2013 folgte die Ernennung zur Richterin am Supreme Court.
Sie war Berichterstatterin im Prozess zum Europäischen Stabilitätsmechanismus (ESM). Dort befand sie den ESM für verfassungskonform.
Im Juni 2017 trat sie wegen Erreichens der gesetzlichen Altersgrenze in den Ruhestand.
Ihr juristischer Schwerpunkt lag im Vermögens- und Eigentumsrecht.

## Weitere Ämter

### Missbrauchskommission
Laffoy war Vorsitzende der Commission to Inquire into Child Abuse von 1999 bis 2003. Wegen der mangelnden Unterstützung durch die Regierung und durch das Erziehungsministerium trat Laffoy 2003 zurück. Ihr folge Seán Ryan nach.

### Citizen’s Assembly
Von 2016 bis 2018 war sie Vorsitzende der von der Fine Gael-Regierung ins Leben gerufenen Citizen’s Assembly. 

### Law Reform Commission
Von 2018 bis 2018 war sie Vorsitzende der Law Reform Commission. 